# 1442 w literaturze
Wydarzenia literackie w 1442 roku.

## Zmarli
- Al-Makrizi, egipski historyk (ur. 1364)
- Fasih Chafi, perski historyk i poeta (ur. 1375)
- Nguyễn Trãi, wietnamski uczony i poeta (ur. 1380)